# 中国至宪党

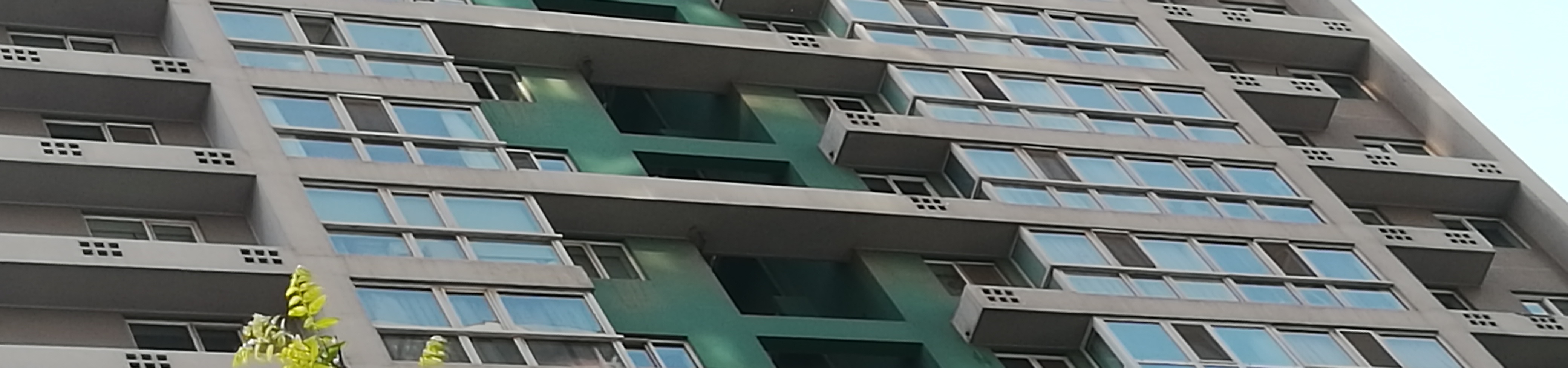
北京市朝阳区建国路88号soho现代城5号楼1610（左侧挂白窗帘的房间），中国至宪党原总部外景

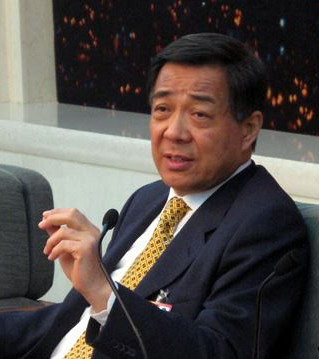
薄熙来

中国至宪党是前中共中央政治局委员、重庆市委书记薄熙来的支持者王铮于2013年11月6日在中国北京成立的政党，但未获得中华人民共和国政府的认可。该党推举薄熙来为终身主席。  中国至宪党公开发函给中国共产党、中国各民主党派、中国全国人大及全国人大常委会等组织宣告成立。

## 被取缔
2013年12月2日，北京市民政局发出对「至宪党」的取缔决定书，聲称「至宪党」未经登记，擅自以社会团体名义进行活动，违反了《社会团体登记管理条例》第三条之规定，因此对「至宪党」予以取缔。12月5日，至宪党代表王铮、徐华等四人至北京民政局，送达《关于撤销北京市民政局取缔决定书的通知》，表示根据中国现行法律，成立政党不需要注册和经过当局的批准，至宪党一直公开以政党名义进行活动，从未使用北京民政局所称的「社会团体」名义，因此北京民政局无权作出取缔决定；如果该决定被执行，等于向全世界昭示：「中国共产党和八大民主党派均为非法组织。」
2017年，王铮被当局批捕。